# Bornholm
Bornholm Dániához tartozó sziget a Balti-tengerben.

## Földrajz
A sziget a Balti-tengerben, Dániától keletre, Svédországtól délre és Lengyelországtól északra fekszik.

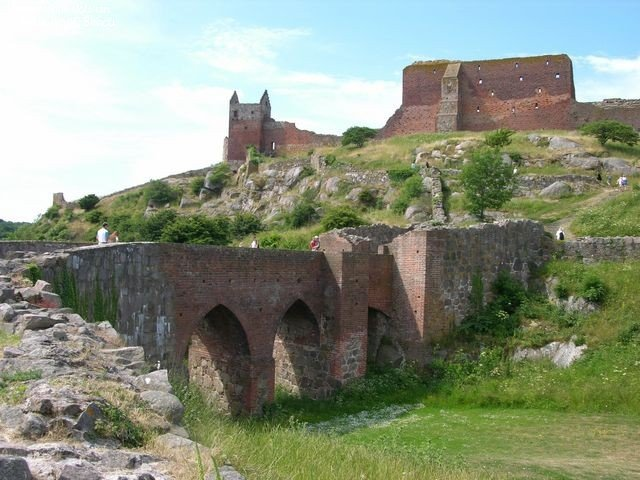
Hammershus erőd

A három apró szigetből álló, Ertholmene nevű szigetcsoport Bornholmtól 18 km-re északkeletre található.

## Történelem
Stratégiai fekvése miatt a sziget állandó versengés tárgya volt. Legtöbbször Dániához tartozott, de volt Lübeck és Svédország birtokában is. A Hammershus várrom a sziget északnyugati csúcsán bizonyítja Bornholm stratégiai jelentőségét, mivel Észak-Európa legnagyobb erődje található itt.
A II. világháború alatt 1945. február és május között 12 000 magyar katonát vezényeltek Dániába. Feladatuk volt az orosz és a nyugati frontra átirányított német katonák helyének átvétele, és gyakorlatilag őrző feladatokat folytattak a német megszállók parancsnoksága alatt. A megbízhatatlan szövetségesnek tartott magyaroknak a németek nem mertek fontos katonai feladatokat adni: vasutakat és hidakat őriztek, néha pedig egyszerű munkaszolgálatos feladatokra küldték őket. A Bornholm szigeten állomásozó katonák többek között a mai Bornholm repülőtérétől délkeletre, a mai Rønne településhez tartozó Arnager kicsiny halászfalu erdőültetvényében, földből készült kunyhóban laktak. Pár nappal a német kapituláció után szovjet munkaszolgálatra vezényelték őket. A magyar katonák ezt követően szibériai hadifogságba kerültek és csak kevesen tértek haza. A szovjet katonák 1946-ben hagyták el a szigetet.

## Önkormányzat és közigazgatás
A sziget egyetlen községet alkot, székhelye és a legnagyobb település Rønne.

## Gazdaság

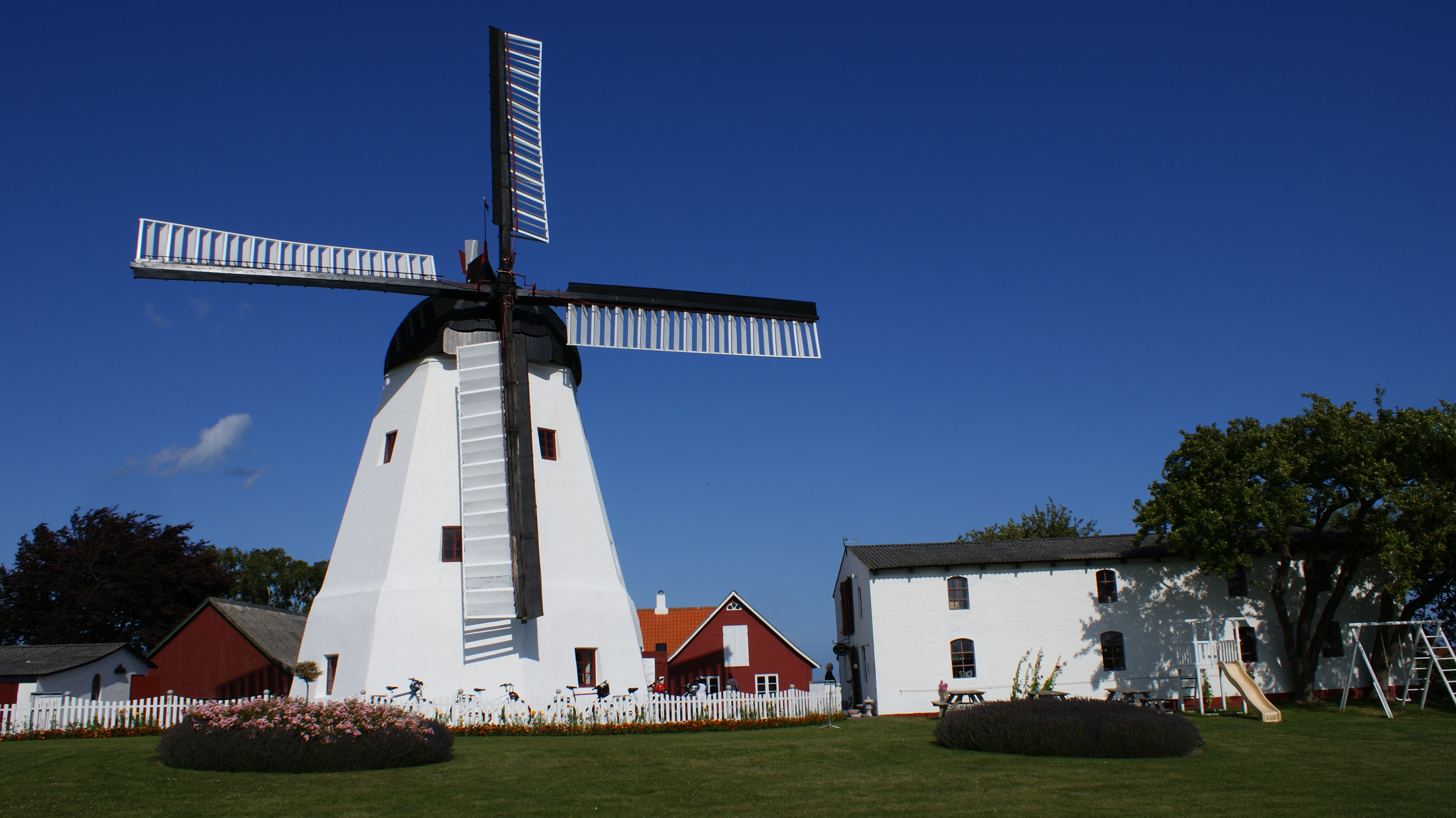
1877-ben épült szélmalom Årsdale-ben

A legfontosabb gazdasági ágazatok a halászat, a kézműipar (például üvegművesség és a helyben kitermelt agyagot felhasználó fazekasság) és a tejelő állattartás. A nyári időszakban az idegenforgalom is jelentős.

## Nyelv
A sziget sajátos nyelvjárásáról is nevezetes. A bornholmi nyelvjárást (bornholmsk) általában a dán egy nyelvjárásának tekintik. Viszonylag több eltérést mutat a dán irodalmi nyelvtől, mint más nyelvjárások a Jüt-félszigeten és a környező szigeteken, ennek ellenére a különbségek nem markánsak. Bornholm távolabb fekszik Dániától és közelebb Svédországhoz, ezért a svéd nyelvhez, kiváltképpen Skåne nyelvjárásához már jóval közelebbinek mondható, ezért akadnak olyanok, akik svéd nyelvjárásnak tartják. Az izlandi és norvég nyelvekhez hasonlóan megtalálható benne a három nyelvtani nem, ami viszont a dán irodalmi nyelvben hiányzik.
A bornholmi megőrzésének fontosságát hangsúlyozza a Tonny Borrinjaland vezette autonomista mozgalom, amely széleskörű önrendelkezést akar a szigetnek. Borrinjaland még az Újszövetséget is lefordította bornholmira.